# 仙台市立岡田小学校
仙台市立岡田小学校（せんだいしりつ おかだしょうがっこう）は、宮城県仙台市宮城野区にある公立小学校である。

## 概要
仙台市の東部に位置する田園地帯である。西に仙台東部道路、北に七北田川、東に県道塩釜亘理線に囲まれた地帯である。

## 沿革
- 1873年（明治6年） - 開校
- 2011年（平成23年）3月11日 - 東日本大震災により津波が校庭まで達する被害に遭う。

## 学区
- 岡田、蒲生の大部分、福室の一部

## 卒業後
- 高砂中学校に進学する。